# Бакхіади
Бакхіади (дав.-гр. Βακχιάδαι) — нащадки Бакхіса, п'ятого царя Коринфа з династії Гераклідів, самоназва групи аристократичних родів, представники яких керували Коринфом у 747 — 657 рр. до н. е..
Усунувши в 747 року до н. е. царя Телеста — останнього з династії Гераклідів, Бакхіади встановили в місті режим колективного управління. 200 їхніх представників складали міську раду — буле, яка щорічно обирала з свого середовища притана. За безпеку міста відповідав полемарх, функції верховного жерця залишилися за позбавленим усіх інших повноважень басилеєм. За переказами, Бакхіади тримались ізольовано від інших сімей, забороняючи родичам навіть брати шлюби з представниками інших родин.
Головним джерелом доходів Бакхіадів була транзитна торгівля. Дві коринфські гавані — Лехеон на заході і Схенос на сході — були з'єднані волоком, так званим діолком, і мореплавці зазвичай віддавали перевагу перетягуванню вантажів через Істмійський перешийок перед об'їздом навколо Пелопонесу, повз небезпечний мис Малея. Близько 710 р. до н. е., за твердженням Фукідіда, у Коринфі був створений новий тип корабля — трієра. За доби Бакхіадів розпочалася коринфська колонізація — у 733 р. до н. е. була заснована Керкіра і Сіракузи. Відомим законодавцем того часу був представник Бакхіадів Філолай, чий коханець Діокл, виграв 13-ті Олімпійські ігри 728 року до н. е. зі стадіонного бігу. 
Проте наступні зовнішньополітичні ініціативи Бакхіадів були невдалими. У Лелантській війні (720–660 рр. до н. е.) Коринф підтримав Халкіду, втягнувшись тим самим у небезпечний конфлікт із Еретрією і Егіною. Наприкінці VIII ст. до н. е. за зброю взялися мешканці Мегар, які відвоювали частину колись втрачених на користь Коринфа територій. Наступним був конфлікт з аргоським царем Фідоном, який не лише претендував на коринфські території, але й усіма засобами підтримував опозицію в самому Коринфі. Посварилися Бакхіади і з власною колонією на Керкірі. У 664 р. до н. е. дійшло до військових дій і першого в грецькій історії морського бою. Як наслідок були фактично перервані торговельні зв'язки Коринфа з Італією і Сицилією. Громадським невдоволенням скористався Кіпсел, мати якого належала до Бакхіадів, а батько походив з ахейського роду. У 657 р. до н. е. він здійснив державний переворот. Бакхіадів не лише усунули від влади, але й вигнали з міста. Деякі з них знайшли притулок на Керкірі, але й там до них дістався наступник Кіпсела Періандр.